# Louis Danloup-Verdun
 (avril 2019).
Si vous disposez d'ouvrages ou d'articles de référence ou si vous connaissez des sites web de qualité traitant du thème abordé ici, merci de compléter l'article en donnant les références utiles à sa vérifiabilité et en les liant à la section « Notes et références ».
Louis Danloup-Verdun, né le 16 juin 1769 à Paris, mort le 5 juillet 1847 à Versailles, est un général français de la Révolution et de l’Empire.

## États de service
Il entre au service en 1791 comme volontaire dans l'artillerie parisienne, et est bientôt nommé sous-lieutenant au 4e bataillon de ce corps. Il reçoit son brevet de capitaine en 1793, et il devient aide-de-camp du général Tugnot. Il est adjoint à l'état-major du maréchal Berthier en 1805. 
Il est nommé chef de bataillon au 4e régiment d'infanterie de ligne le 2 février 1807, et il se distingue à Eylau le 8 février 1807. Il est décoré de la Légion d'honneur le 14 avril suivant, en récompense de sa conduite. Il participe à la bataille d'Heilsberg, le 10 juin 1807, où il est grièvement blessé.
En juin 1808, il devient colonel aide-de-camp de Jérôme Bonaparte, roi de Westphalie. Il est à l'issue du traité de Vienne nommé commandant des troupes westphaliennes à Hambourg avec le grade de général de brigade le 5 avril 1811.
Promu général de division westphalien le 17 juillet 1813, il rentre au service de la France le 8 janvier 1814 en qualité de général de brigade. Le 14 février 1814, il parvient à échapper à la capture en faisant retraite sur Compiègne lors du premier siège de Soissons par les troupes russes du général Alexandre Tchernychev, avant-garde du corps de Ferdinand von Wintzingerode détaché de l'armée du Nord.
Après la rentrée des Bourbons, il est créé chevalier de Saint-Louis et mis à la demi-solde.
Pendant les Cent-Jours, Napoléon lui confie le commandement des gardes nationales actives de la 18e Division (corps de Lecourbe).
Après la bataille de Waterloo, il est mis à la retraite.
Il meurt le 5 juillet 1847 à Versailles.